# Østaber
Østaber (Catarrhini) er en gruppe af aber, der er hjemmehørende i Afrika og Asien. Østaber kaldes også for den gamle verdens aber eller de smalnæsede aber og står i modsætning til gruppen af vestaber. Østaber opdeles i de to overfamilier hundeaber og menneskeaber, der også omfatter de store menneskeaber.

## Beskrivelse
Man kan skelne mellem østaber og vestaber på baggrund af næsens form. Vestaber har næsebor, der vender ud til siden, mens næseborene hos østaber vender nedad og fremad. Østaber har desuden aldrig gribehale og har flade negle på fingre og tæer, en lang øregang samt otte (ikke tolv) forkindtænder (præmolarer). Tandformlen for østaber er 2.1.2.32.1.2.3.
Som vestaber er østaber generelt dagaktive og har gribehænder og gribefødder (med undtagelse af mennesket).

## Klassifikation
Østaber splittedes fra vestaber for omkring 35 millioner år siden. Inden for østaber skilte menneskeaber sig fra hundeaber for omkring 25 millioner år siden, mens gibboner skilte sig fra de store menneskeaber for omkring 15-19 millioner år siden.
- Catarrhini (Østaber)
  - Overfamilie Cercopithecoidea (Hundeaber)
    - Familie Cercopithecidae (f.eks. bavian, makakabe...)

  - Overfamlie Hominoidea (Menneskeaber)
    - Familie Hylobatidae (gibbon)
    - Familie Hominidae (f.eks. chimpanse, mennesket, gorilla...)